# Supakorn Cheekwang
Supakorn Cheekwang (thailändisch ศุภกร ชีกว้าง; * 23. August 2001) ist ein thailändischer Fußballspieler.

## Karriere
Supakorn Cheekwang erlernte das Fußballspielen in der Schulmannschaft der Suankularb Wittayalai School in der Hauptstadt Bangkok. Seinen ersten Vertrag unterschrieb er am 17. Januar 2020 beim Khon Kaen United FC. Der Verein aus Khon Kaen spielte in der zweiten thailändischen Liga. Sein Zweitligadebüt gab Cheekwang am 31. März 2021 (34. Spieltag) im Auswärtsspiel gegen den Lampang FC. Bei der 3:0-Niederlage wurde er in der 76. Minute für Adisak Sosungnoen eingewechselt. Nach einem Zweitligaspiel wechselte er im Sommer 2021 zum Drittligisten STK Muangnont FC. Mit dem Verein aus Ayutthaya spielte er in der Bangkok Metropolitan Region der Liga. Nach einer Spielzeit wurde sein Vertrag nicht verlängert. Von Mai 2022 bis Dezember 2022 war er vertrags- und vereinslos. Am 19. Dezember 2022 verpflichtete ihn der Drittligist Royal Thai Air Force FC. Mit dem Verein spielte er ebenfalls in der Bangkok Metropolitan Region. Hier kam er in der Rückrunde viermal zum Einsatz. Nach der Saison wurde sein Vertrag nicht verlängert.